# Tiberiu Popoviciu
Tiberiu Popoviciu (né le 16 février 1906 à Arad, alors en Hongrie (aujourd'hui en Roumanie) et mort le 29 octobre 1975 à Cluj-Napoca, en Roumanie, est un mathématicien roumain, éponyme de l'inégalité de Popoviciu en analyse convexe et de l'inégalité de Popoviciu sur les variances. 
Le lycée d'informatique Tiberiu-Popoviciu de Cluj-Napoca porte son nom . 
En 1951, il fonde un institut de recherche qui porte maintenant son nom : l'Institut d'analyse numérique Tiberiu-Popoviciu. 

## Biographie
Il a fréquenté le lycée d'Arad, devenu aujourd'hui le collège national Moise-Nicoară. Il est diplômé de l'université de Bucarest et a obtenu son doctorat en 1933 sous la direction de Paul Montel à la Faculté des sciences de Paris. 
Popoviciu était conférencier aux universités de Tchernovits, Bucarest et Iași. En 1946, il fut nommé professeur à l'université de Cluj. Le 4 juin 1937, Popoviciu fut élu membre de l'Académie roumaine. En novembre 1948, il fut élu membre correspondant de l'Académie. Il est devenu membre à part entière de la section des sciences mathématiques de l'Académie le 20 mars 1963. 